# Siège éjectable
Pour les articles homonymes, voir siège.

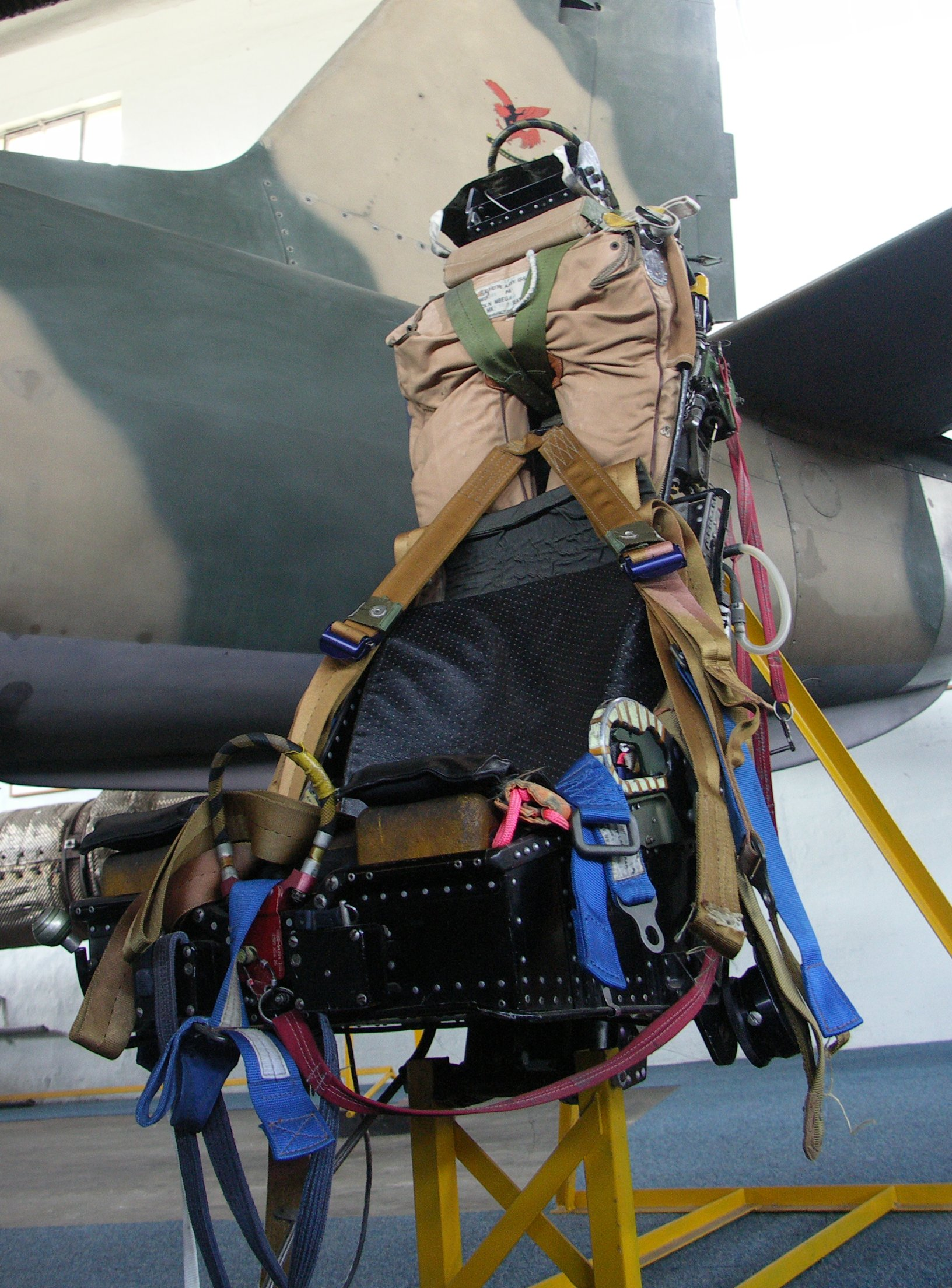
Siège éjectable Martin Baker-WY6AM, équipant l'avion MB-326K Impala II.

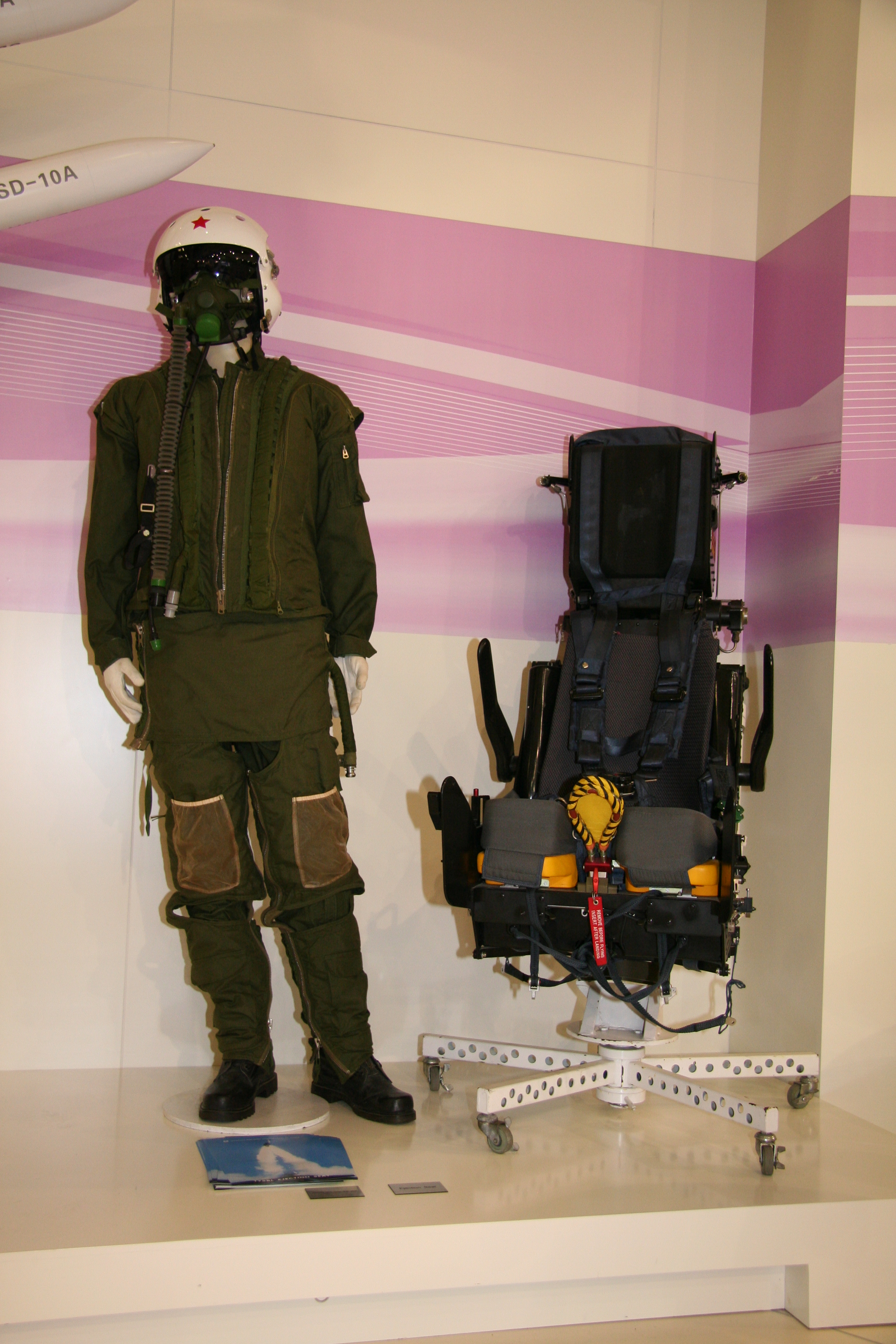
Siège éjectable russe K-36D, exposé au salon du Bourget 2009. Il est fabriqué par NPP Zvezda.

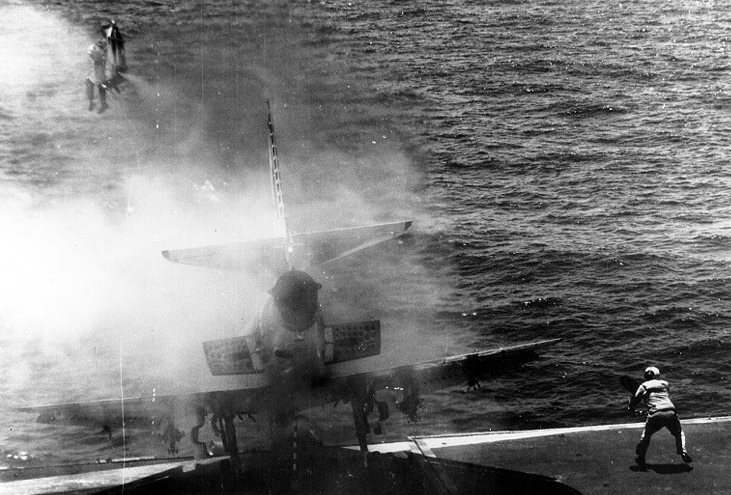
Le lieutenant (JG) William Belden s'éjecte de son A-4E Skyhawk, alors qu'il bascule par-dessus le côté gauche du pont de l'USS Shangri-La, à la suite d'une défaillance du système de freinage de son appareil (1970).

Pilote s'éjectant d'un F-16 de la patrouille acrobatique des Thunderbirds, une seconde avant l'impact au sol, le 14 Septembre 2003. Du fait de sa verrière à vision totale d'une seule pièce, donc très épaisse pour résister aux conditions de vol, le F-16 est obligé de la larguer avant que son siège ne sorte.

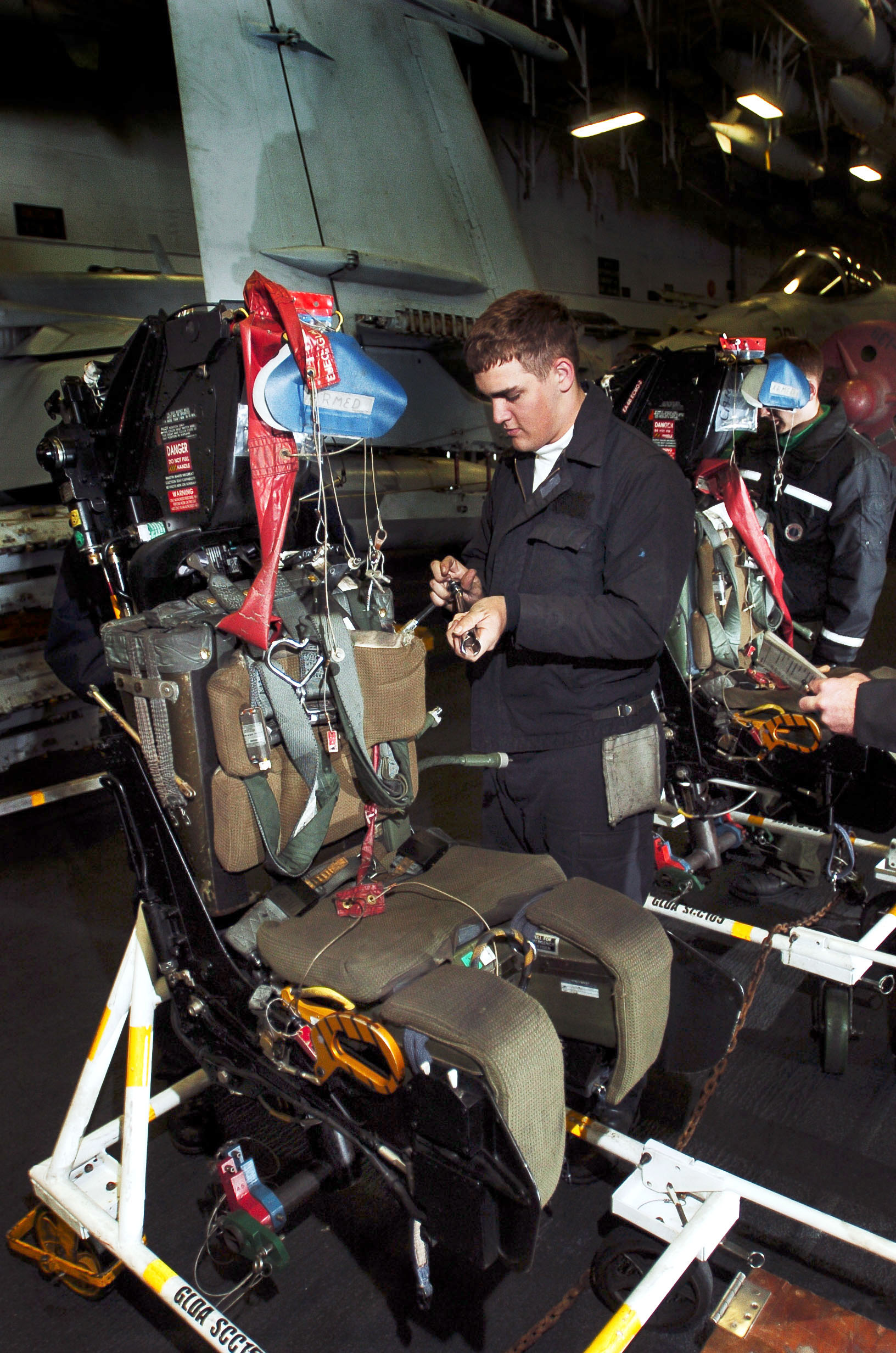
Un mécanicien de l'USS John C. Stennis travaille sur un siège éjectable Martin-Baker Mk.7, retiré du cockpit d'un EA-6B Prowler.

Un siège éjectable est un système de sécurité, visant à permettre au pilote et à l'équipage d'un avion de s'échapper de celui-ci lorsqu'il devient incontrôlable ou est sur le point de s'écraser. Il est principalement utilisé dans les avions militaires.
Des milliers de pilotes lui doivent la vie, les seuls sièges Martin-Baker ayant sauvé 7 607 pilotes, au 5 juin 2019, 7 789 le 26 juin 2025.

## Fonctionnement
Le mécanisme de déclenchement de l'éjection se fait à l'aide d'une poignée située entre les jambes ou au-dessus de la tête du pilote, ce dernier emplacement étant de moins en moins utilisé car il est difficile de lever les bras, notamment dans un avion partant en vrille, du fait du facteur de charge important que le pilote doit subir. Certains modèles avaient également des poignées à un emplacement similaire à un accoudoir. L'éjection peut également être déclenchée avec un bouton sur le tableau de bord. L'éjection est uniquement provoquée par éléments pyrotechniques et mécaniques, afin de la rendre quasiment infaillible, car insensible aux problèmes affectant l'avion (généralement, l'avion étant en mauvais état ou sans contrôle de la part du pilote).

### Exemple de séquence de fonctionnement
Pour exemple, description de la séquence d'éjection d'un siège Martin Baker MkF16F, équipant toutes les versions du chasseur français Rafale. Ce fonctionnement est presque identique sur le Mk10L (Alpha Jet) et le Mk10M (Mirage F1-CR et CT, retirés du service) :
- t0 (t=0 s) : DECLENCHEMENT, traction, par le pilote, de la poignée qui se trouve entre ses jambes ;
- de t0 à t + 0,25 s :
  - Rappel des harnais entourant le pilote. Le dos du pilote est plaqué contre le siège ;
  - Un dispositif cylindrique ressemblant à un vérin télescopique, qui prend la désignation de « canon », est déployé grâce à une première charge explosive, dont les gaz provoquent le déploiement. Le siège est soulevé et commence à effectuer sa translation pour sortir du cockpit ;
  - Rappel des jambes du pilote contre le siège, grâce à des sangles fixées dans le fond de la cabine et un système anti-retour ;
  - Fragilisation de la verrière, grâce à un cordon explosif intégré au verre la constituant ;
  - Impact du siège contre la verrière, qu'il commence à éventrer, pour ensuite s'extraire du poste de pilotage. Certains modèles de sièges peuvent fonctionner même si la fragilisation de la verrière a échoué (cas rarissime heureusement) ;
- de t + 0,25 s à t + 0,5 s : EJECTION, une fois le siège poussé hors de la cabine par le canon d'éjection, mise à feu du moteur-fusée situé sous le siège. Cette combustion est très brève mais suffit à propulser le siège loin de l'avion et à une hauteur suffisante si l'éjection a eu lieu à basse altitude ;
- t + 0,5 s : EXTRACTION d'une masselotte par le pistolet extracteur, qui contient aussi une petite charge explosive, dont l'élan va permettre d'extraire un petit parachute extracteur, lui-même devant ensuite extraire un parachute stabilisateur, de plus grandes dimensions ;
- t + 1,5 s (cas d'éjection à basse altitude) : SEPARATION, libération du parachute principal, par le mécanisme de déverrouillage retardé, et libération des points de fixation harnais/siège, le pilote est donc libéré du siège et chute seul sous voile avec son paquetage de survie.

## Analyse des différents sous-systèmes participant à la séquence d'éjection

### Le mécanisme de déverrouillage retardé
Ce mécanisme détermine précisément l'instant d'ouverture du parachute principal du siège. Il fonctionne selon plusieurs modes, qui dépendent de l'altitude et de l'accélération subie au moment précis de l'éjection :
| >19 400 ft                  | Le mécanisme est bloqué |
| 16 400 ft à 8 000 ft >2,5 G | Le mécanisme est bloqué |
| 16 400 ft à 8 000 ft <2,5 G | Le mécanisme fonctionne |
| <7 500 ft                   | Le mécanisme fonctionne |
| --------------------------- | ----------------------- |

Tant que le pilote est relié à son siège, il est sous assistance respiratoire en oxygène pur, grâce à une bouteille contenant assez de réserves pour une durée de 5 minutes, ce qui est largement suffisant. En raison du très grand froid des hautes altitudes, il est important que le pilote descende très rapidement. La descente du siège est seulement stabilisée par un petit parachute. À 3 500 m, le système barostatique déclenche le déploiement du parachute principal et libère le pilote du siège. Le pilote peut forcer la fin de la séquence s'il le souhaite, grâce à une seconde poignée. 

### Fragilisation verrière
La verrière constitue un obstacle au passage du siège, et il faut soit l'éjecter, soit passer à travers elle.
Si elle est éjectée, elle est écartée à l'aide de petites charges propulsives et de vérins, qui l'entrouvrent. Le reste de la séquence est effectué grâce au vent relatif, qui s'engouffre dessous et arrache le siège hors de l'avion. Toutefois, ce fonctionnement est encore un peu trop lent, et surtout pose un problème si les explosifs de séparation ne fonctionnent pas, auquel cas le siège pourrait ne pas réussir à sortir du cockpit. C'est ainsi que le second système est apparu, qui lui est souvent préféré, et qui consiste à faire traverser la verrière au siège et à son occupant. Un cordon explosif, incrusté dans le verre, explose et les gaz produits fragilisent le verre, un peu comme une pierre crée une grosse étoile dans un pare-brise de voiture. Quand le siège est ensuite propulsé à travers le verre, il ne rencontre que peu de résistance à son passage. Ce système est considéré comme bien plus fiable, et surtout plus rapide, car il n'y a pas à attendre que la verrière soit « loin » de l'avion pour que le siège puisse enfin être éjecté de la cabine.
Toutes ces notions de rapidité semblent parfois difficiles à jauger, mais sur un avion volant à 800 km/h à seulement quelques dizaines de mètres du sol le moindre dixième de seconde perdu peut vite faire la différence entre la vie et la mort. Ce système est d'ailleurs celui employé par tous les avions français. Un autre type d'avion où les verrières à fragilisation sont inévitables est la catégorie des ADAV, pour lesquels il n'y a pas un vent relatif suffisant pour éloigner la verrière si l'éjection s'effectue en phase de manœuvre verticale.

### Voilure principale
Les sièges éjectables sont dotés d'un parachute de descente à voilure ronde avec cheminée, équipé de fuseaux de différentes couleurs :
- Blanc : Camouflage neige ;
- Vert : Camouflage forêt ;
- Sable : Camouflage désert ;
- Orange : Pour se signaler et être bien visible.

La vitesse de chute est d'environ 6,7 m/s, mais dépend aussi un peu du poids du pilote.

### Paquetage de survie
Un paquetage de survie, fixé au siège, est largué en même temps que le pilote est libéré de son siège. La composition de ce paquetage de survie dépend de la mission originale du pilote : couverture pour un milieu froid, canot de sauvetage pour les missions au-dessus de la mer, etc.

## Effets sur le corps humain
Lors de l'éjection un pilote subit une accélération comprise entre 14 et 20 g en fonction du modèle de siège, des conditions d'éjection (facteur de charge de l'avion au moment de l'éjection) et du poids du pilote, et pendant une durée de 0,5 s.
C'est certes très violent pour le corps humain, mais le temps d'exposition à cette énorme poussée est trop faible pour provoquer la mort. Il y aura toutefois un risque très probable de tassement des vertèbres ou de blessures à la nuque (entorses, coup du lapin). Ensuite, il est possible d'avoir des blessures sur le haut du dos lors du rappel de harnais. Si le pilote s'éjecte à haute vitesse et qu'il lâche la poignée de mise à feu, il peut subir de lourdes blessures aux bras par écartèlement (très rare), mais le problème a par exemple été résolu sur le Martin-Baker Mk.16F du Dassault Rafale, qui dispose, lui, d'un système de rappel de bras. Il existe ensuite des risques de blessures provoquées à l'impact au sol, la voilure ayant une grande vitesse de descente à cause du diamètre réduit de celle-ci, dû au manque de place disponible pour elle dans le siège. Ce cas est assez fréquent, avec des entorses aux chevilles ou des fractures aux jambes. D'autres blessures peuvent être occasionnées[Lesquelles ?] mais elles sont plus rares.

## Systèmes non conventionnels

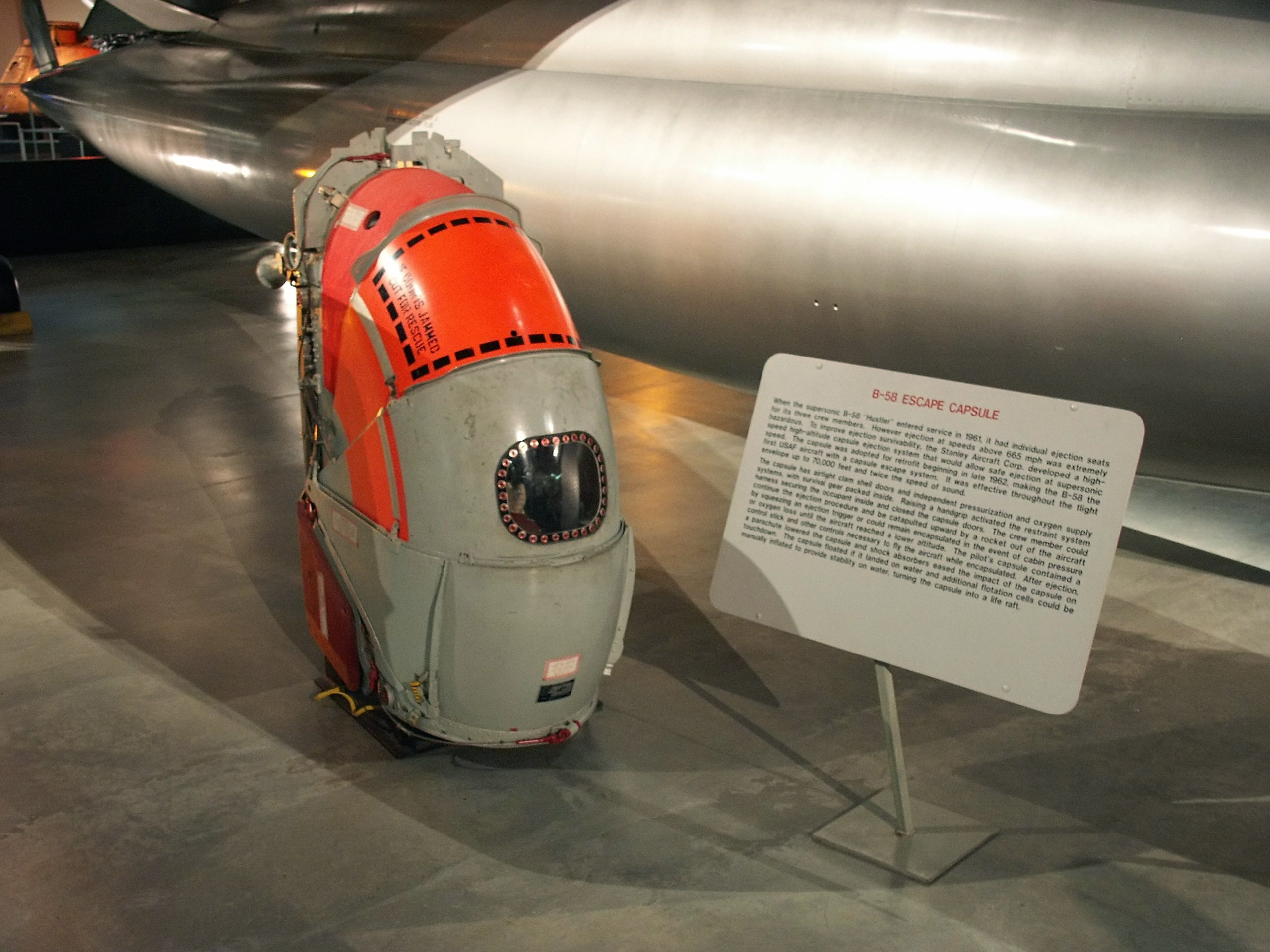
Le système de capsule éjectable du bombardier américain Convair B-58 Hustler. Elle contenait une assez grande quantité d'oxygène et englobait également les commandes de vol, si bien que le pilote pouvait s'enfermer dedans et continuer à piloter son appareil. Très peu d'avions ont été équipés de tels systèmes.

Sur certains avions, les sièges éjectables sont remplacés par des capsules ou des cockpits éjectables : dans ce cas, c'est le poste de pilotage complet qui est séparé du fuselage puis ralenti par des parachutes, l'équipage restant à l'abri à l'intérieur jusqu'à l'arrivée au sol. Cette technique permet d'évacuer l'avion à grande vitesse, sans que l'équipage subisse le choc dû au déplacement d'air. Ce système est notamment employé sur les F-111 Aardvark et les XB-70 Valkyrie.
Les sièges éjectables non conventionnels comprennent également des systèmes à éjection vers le bas. Les premiers modèles du Lockheed F-104 Starfighter ont été équipés de ce type de siège à éjection vers le bas, en raison du danger représenté par l'empennage en T qui équipait l'arrière de l'avion. Pour ce faire, le pilote était équipé d'« éperons », attachés à des câbles qui tiraient les jambes contre le siège, de sorte que le pilote puisse être éjecté. À la suite de ce développement, d'autres systèmes d'éjection ont commencé à utiliser des rétracteurs de jambes, comme un moyen de prévenir les blessures aux jambes non maintenues et de fournir une plus grande stabilité du centre de gravité. Les problèmes inhérents à ce type de siège (utilisation impossible à faible altitude) ont imposé que les F104 soient finalement équipés de sièges à éjection par le haut.
De même, deux des six sièges éjectables sur le Boeing B-52 Stratofortress éjectent vers le bas, à travers des écoutilles du fond de l'avion. Ces trappes vers le bas sont éjectées de l'avion par un système pyrophorique qui force la trappe, puis la gravité et le vent l'arrachent et arment le siège. Les quatre sièges sur le pont supérieur à l'avant (pilote et copilote orientés vers l'avant, l'officier de guerre électronique et le mitrailleur tournés vers l'arrière de l'avion) sont éjectés vers le haut, comme d'habitude. Tout système d'éjection vers le bas n'est d'aucune utilité au sol ou près du sol si l'avion est en vol en palier au moment de l'éjection.
Des sièges éjectables existent aussi pour hélicoptères. L'hélicoptère de combat russe Kamov Ka-50 est le premier hélicoptère équipé d'un système d'éjection du pilote. Pour permettre cette éjection, des boulons explosifs libèrent les pales avant l'extraction du pilote. Par-contre, le Tigre, contrairement à ce que laissait supposer le film Goldeneye de la saga James Bond, ne possède pas ce système.
Enfin, l'avion à décollages et atterrissages verticaux soviétique Yak-38 était doté d'un siège éjectable automatique K-36DM. Très réactif, il fonctionnait grâce à une série de capteurs, surveillant en particulier le fonctionnement des moteurs lors des phases de transition entre le vol horizontal et le vol vertical. Plus de 19 éjections automatiques en phase de vol vertical furent répertoriées, dont une éjection double depuis un Yak-38U d'entraînement, et tous ces sauvetages avaient réussi. Ce système était l'un des plus fiables dans son domaine, s'avérant à chaque fois être une aide précieuse pour les pilotes en difficulté. Il y eut également une douzaine d'éjections réussies en mode de vol horizontal classique, au-dessus des terres ou de la mer. Ainsi, le Yak-38, équipé du système de sauvetage comprenant le calculateur de situations d'urgences et le siège éjectable K-36DM, put afficher au cours de sa carrière un taux de réussite de 100 %. La barrière psychologique des débuts entre les pilotes et leur siège fut finalement largement surmontée, à tel point que lorsque se profila le développement du Yak-141, il n'y eut aucune hésitation dans le choix du système de sauvetage qui l'équiperait : L'avion allait être équipé d'un système de deuxième génération, avec des caractéristiques certes améliorées, mais reprenant exactement le même principe de fonctionnement, adapté à un siège plus léger K-36LV.

## Sièges «zéro-zéro» et redressement
Les premiers modèles de sièges n'étaient utilisables que sous certaines conditions d'altitude et de vitesse. Depuis, les éjections sont possibles même à partir d'un avion immobile au sol (par exemple sur un parking, en cas d'incendie grave au démarrage des moteurs). Le siège atteint une altitude d’environ 65 mètres avant l’ouverture du parachute principal et la séparation siège/pilote. De tels sièges sont appelés « zéro-zéro » (pour altitude zéro / vitesse zéro). Les sièges modernes permettent même aux pilotes de l'aéronavale de s'éjecter sous l'eau, en cas de catapultage raté.
Les sièges modernes sont capables de réorienter leur propulsion vers le haut, si l'avion n'est pas à l'horizontale, et même sur le dos.

Test au sol du siège éjectable d'un McDonnell Douglas F/A-18 Hornet
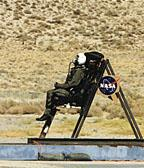
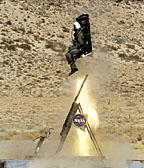
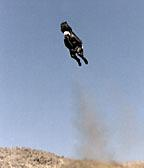
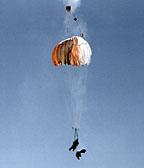

## Histoire

Logo signalant la présence d'un siège éjectable, peint sur la quasi-totalité des avions militaires occidentaux.

Les premiers avions ne volaient ni très vite ni très haut, et disposaient d'un poste de pilotage ouvert, ce qui rendait possible une évacuation de l'appareil simplement en sautant par-dessus bord. Mais le risque pour le pilote de heurter la queue de son appareil était déjà réel et mortel si le choc le faisait même seulement s'évanouir. 
Signalons un dispositif qui, dès 1912, bien que le siège ne soit pas éjecté avec le pilote, permet l'éjection automatique de celui-ci et le déploiement du parachute à altitude zéro.
Le 12 décembre 1912, M. d'Odkolek fait la démonstration réussie, à Issy, d'un dispositif à canons et cartouches qui extrait le parachute et le pilote (figuré par un mannequin de 60 kg) simplement en tirant sur une corde. Tiré à 20 mètres de hauteur du haut du hangar Astra, l'ensemble se déploie en seulement 2 m. Le 17 décembre 1912, à Villacoublay, d'une automobile « lancée à vive allure, le parachute déclenché par l'habituelle explosion se déploya complètement et dégagea le mannequin [de 80 kg] de la caisse figurant le fuselage ».
Au fil des améliorations techniques, l'augmentation des vitesses et des altitudes, ainsi que la présence d'une verrière fermée, rendirent les évacuations plus difficiles puis impossibles manuellement.
En conséquence, les études pour un système d'éjection commencèrent au début de la Seconde Guerre mondiale. Il semble que le premier pilote sauvé par son siège éjectable fut Helmut Schenk, pilote d'essai allemand du Heinkel He 280, le 13 janvier 1942, ayant perdu le contrôle de son avion en situation de givrage. Le He 280 étant resté à l'état de prototype, c'est le Heinkel He 219 qui fut le premier avion de série équipé d'un siège éjectable. Les autres pays qui étudiaient des solutions du même type, comme le Royaume-Uni, ne réussirent pas à les mettre en œuvre avant la fin de la guerre.
Le Saab J 21 suédois équipé d'un siège éjectable entre en service en décembre 1945.
Le 17 août 1946 a lieu le premier essai réussi d'un siège éjectable aux États-Unis. La première éjection en vol en France est réalisée depuis le centre d'essais en vol de Brétigny-sur-Orge, le 9 juin 1948, par le Français Robert Cartier à l'aide d'un siège éjectable Martin-Baker depuis un Gloster Meteor piloté par un pilote britannique.
Le premier être vivant à s'éjecter à vitesse supersonique fut le pilote d'essai américain Georges F. Smith le 26 juin 1955 depuis un North American F-100 Super Sabre, lors d'une panne de l'avion. Il passa cinq jours dans le coma à la suite de cet évènement. En 1958, le Convair F-102 Delta Dagger est le premier avion équipé d'un siège éjectable propulsé par un moteur-fusée.
À la suite d'essais mortels pour les pilotes de siège éjectable, des singes et des ours ont été utilisés pour ceux-ci, puis tués afin que leurs organes puissent être examinés. Ainsi, une ourse noire de deux ans nommée Yogi a servi de cobaye le 21 mars 1962 pour tester la capsule de sauvetage d'un Convair B-58 Hustler et a été éjectée à 1 400 km/h et 10 600 m d'altitude. Elle a atterri sans blessures 7 minutes et 49 secondes plus tard.
À une époque, les pilotes ayant déjà eu à s'éjecter portaient souvent des cicatrices caractéristiques sur le visage. Ce problème a été résolu avec la généralisation des casques modernes. 
Les principaux fabricants de sièges éjectables sont la société britannique Martin-Baker et l'américaine Collins Aerospace (avions américains ou d'Europe de l'Ouest) et NPP Zvezda (avions du bloc de l'Est). Safran Martin-Baker France [SMBF] Société commune à parité entre Safran et Martin-Baker conçoit, développe et produit des sièges éjectables utilisés sur tous les avions de chasse de conception française.
Les pilotes et navigateurs occidentaux ayant été contraints de s’éjecter appartiennent à deux clubs différents selon le modèle du siège qui leur a sauvé la vie : l’ « Ejection Tie Club », créé en 1957 par Martin Baker, ou le « Grasshopper Club », fondé par Collins Aerospace en 1979. Tous les deux ans, à l’occasion du salon du Bourget, se tient la soirée des « Ejectés », qui rassemble les pilotes de chasse ayant eu la vie sauve grâce à leur siège SMBF « pour échanger autour d'une histoire commune » en forme de « thérapie de groupe », et pour permettre au fabricant de rencontrer ces pilotes. Ces retours d'expérience permettent d'améliorer les matériels.

## Galerie photo

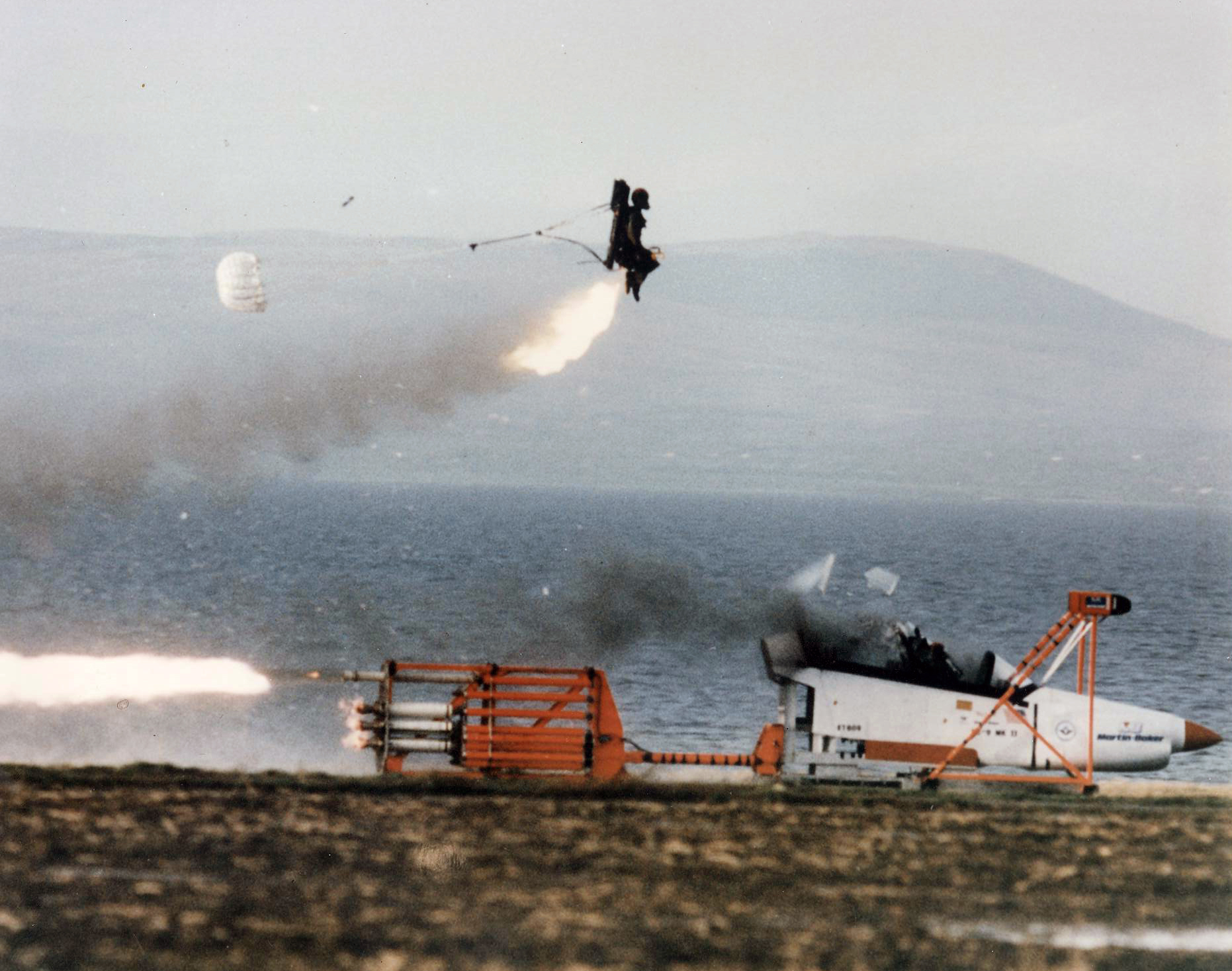
Exemple d'éjection vers le haut : test depuis une maquette au sol d'un Pilatus PC-9 Mk.2.
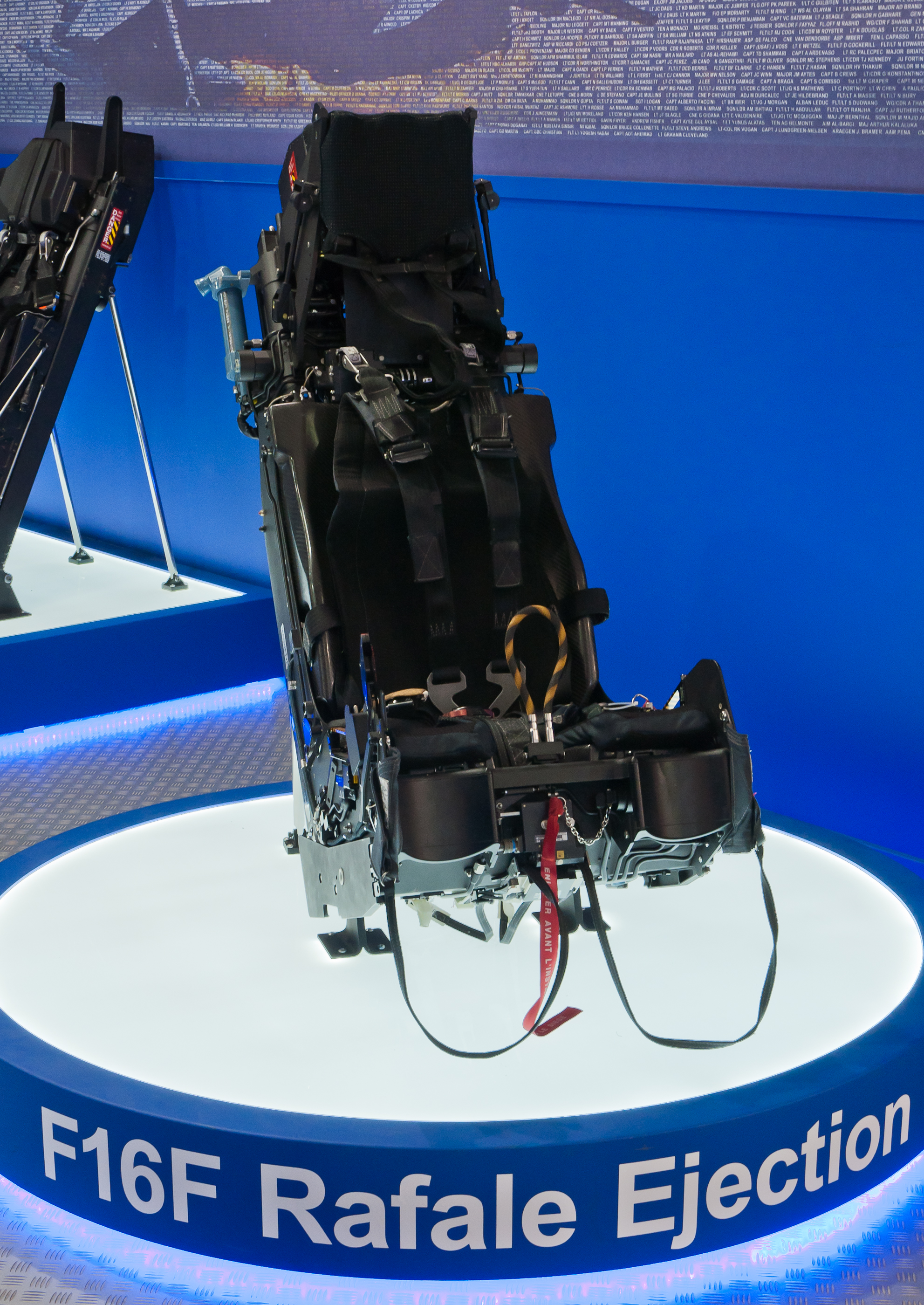
Le Martin-Baker Mk.16F du chasseur français Dassault Rafale.
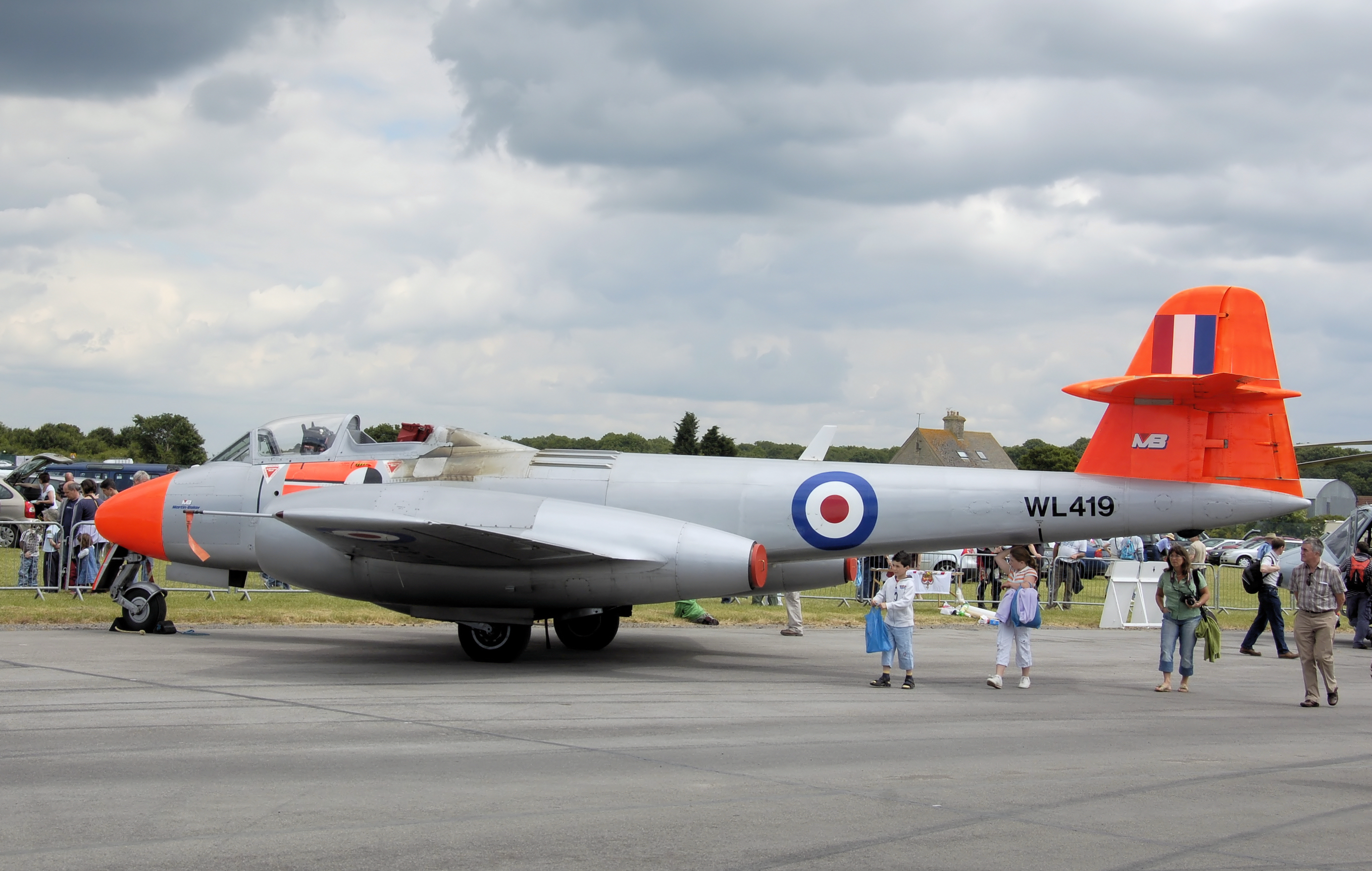
Le Gloster Meteor WL419 Model T7 (modifié), avion de test des sièges éjectables de la compagnie britannique Martin Baker. Les modifications les plus notables concernent l'arrière du cockpit, ou sont installés les sièges éjectables, qui ne possède plus de verrière.
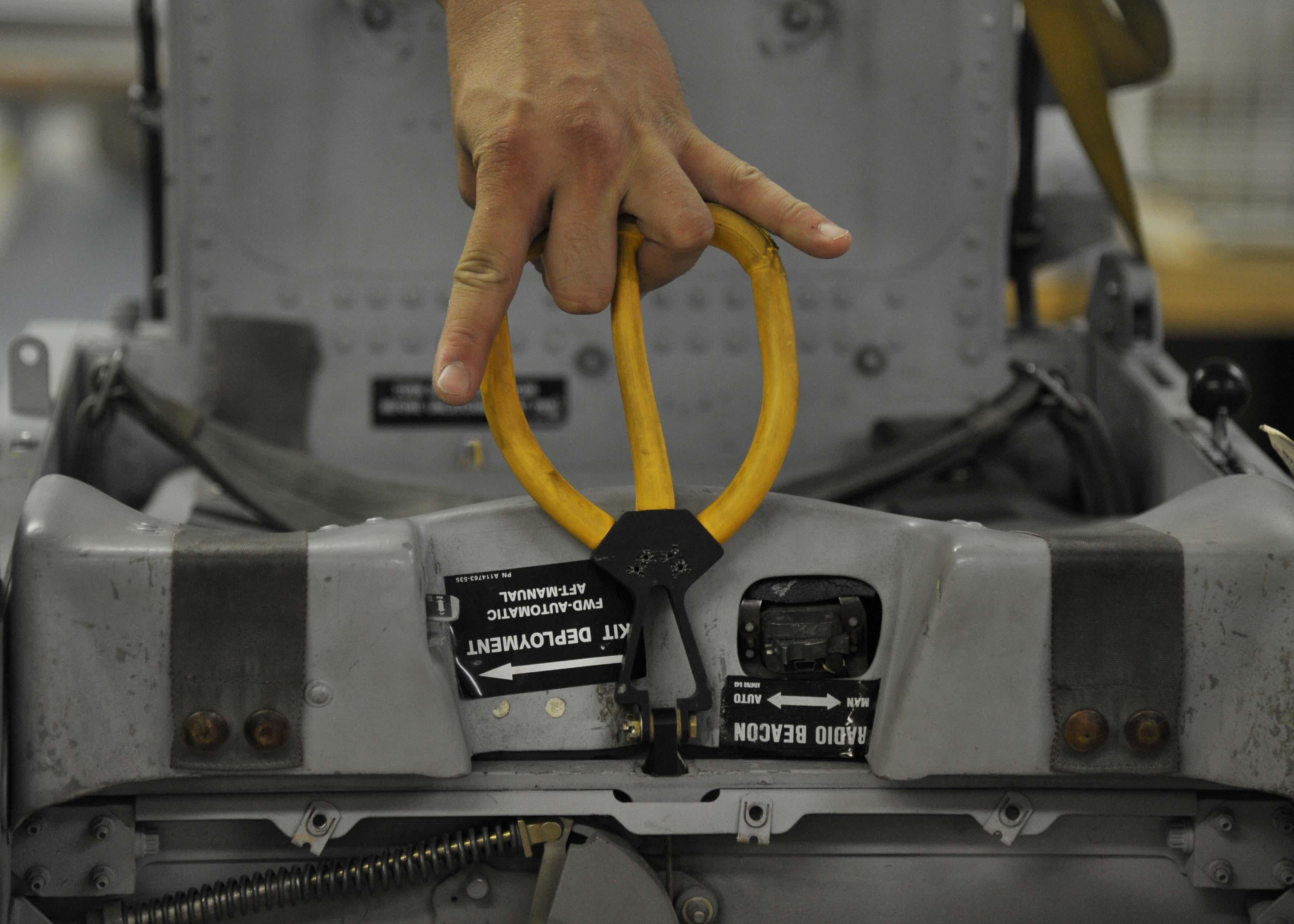
Un technicien montre la manœuvre qu'effectue un pilote de F-16 lorsqu'il doit s'éjecter, en saisissant la poignée entre ses jambes.
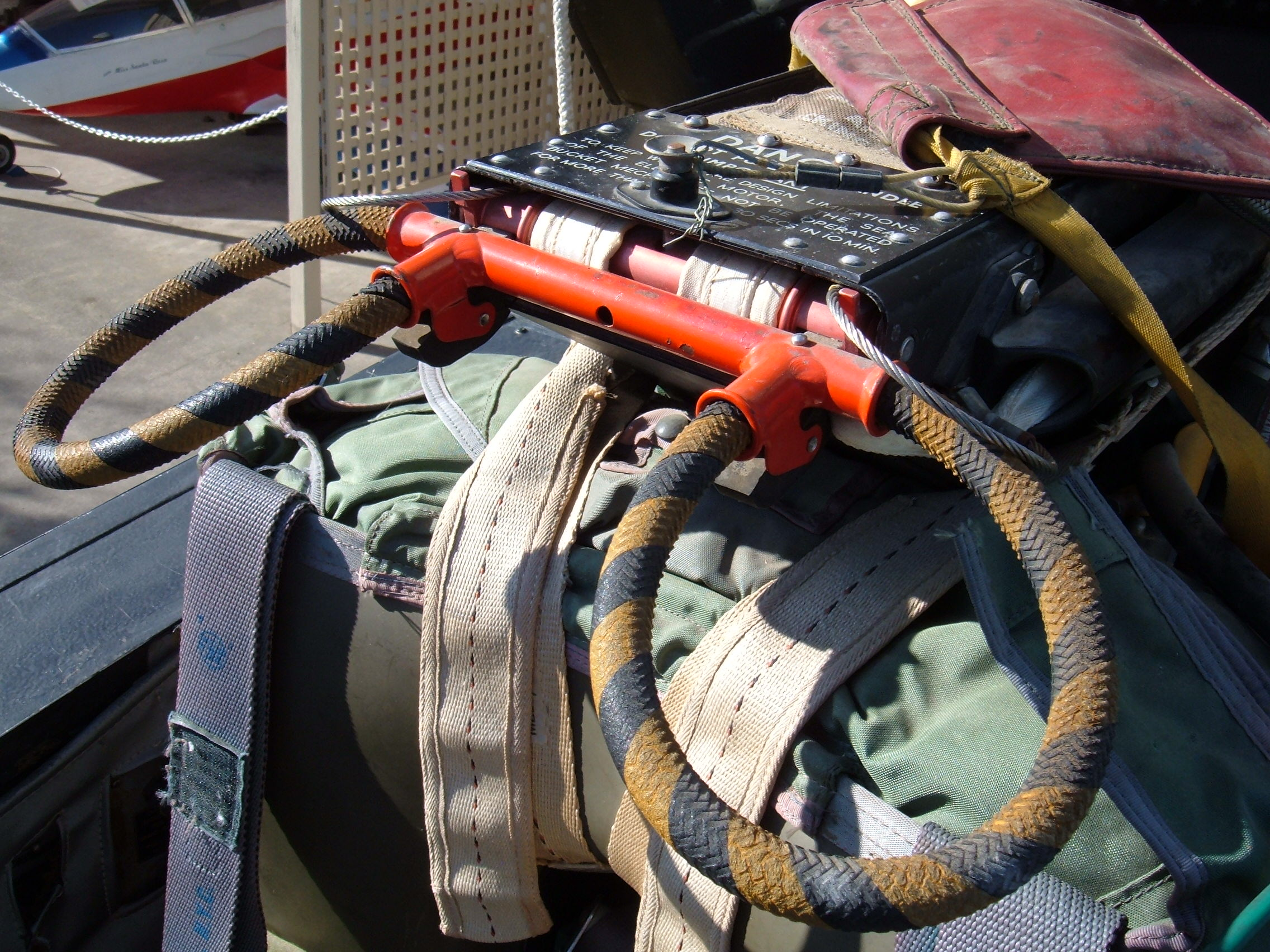
Certains avions, comme ce F-4N, ont des sièges éjectables dotés de poignées au-dessus de la tête des pilotes.
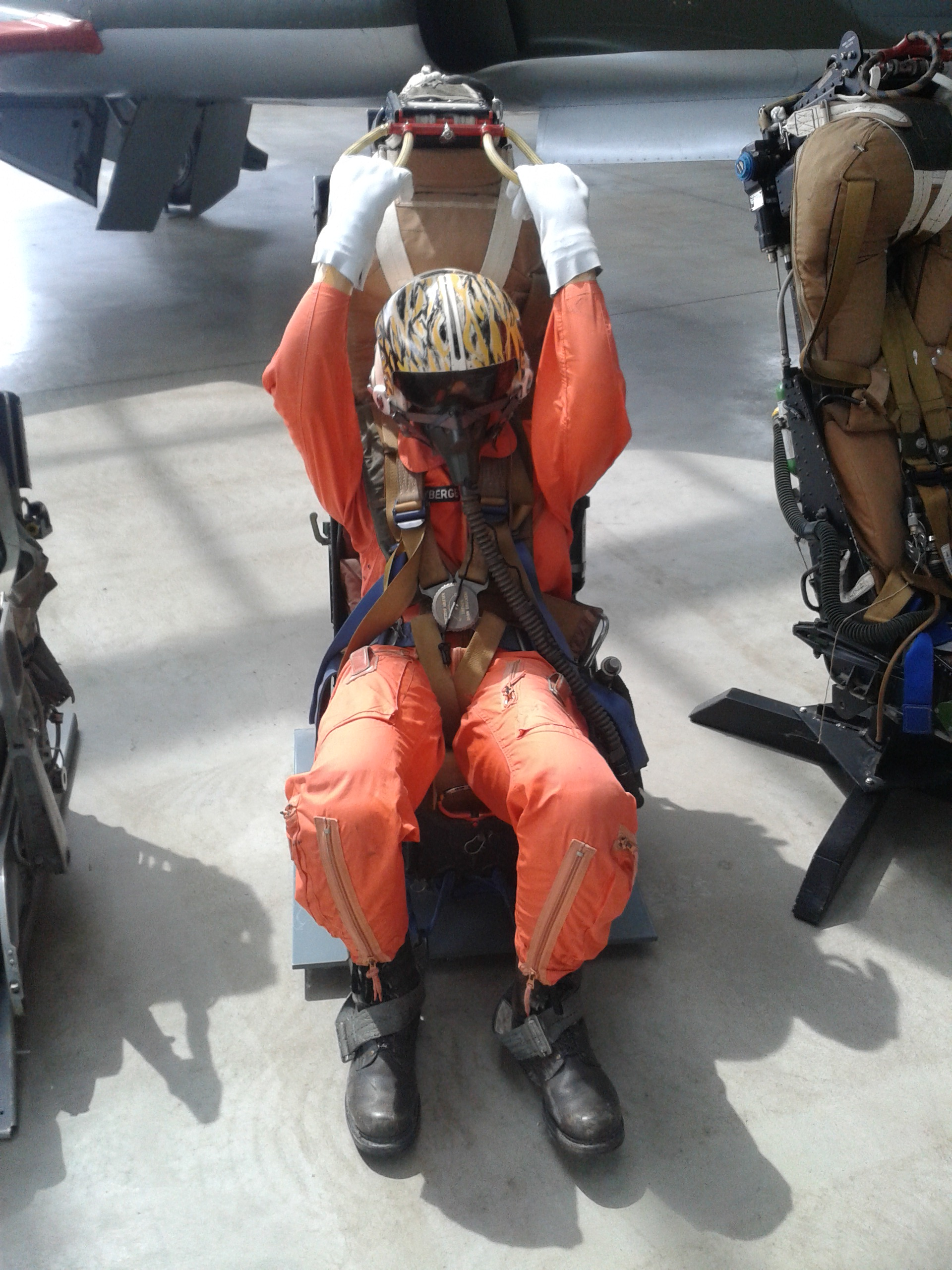
Illustration, avec un mannequin, de l'action d'un pilote voulant s'éjecter en tirant les poignées du haut de son siège.
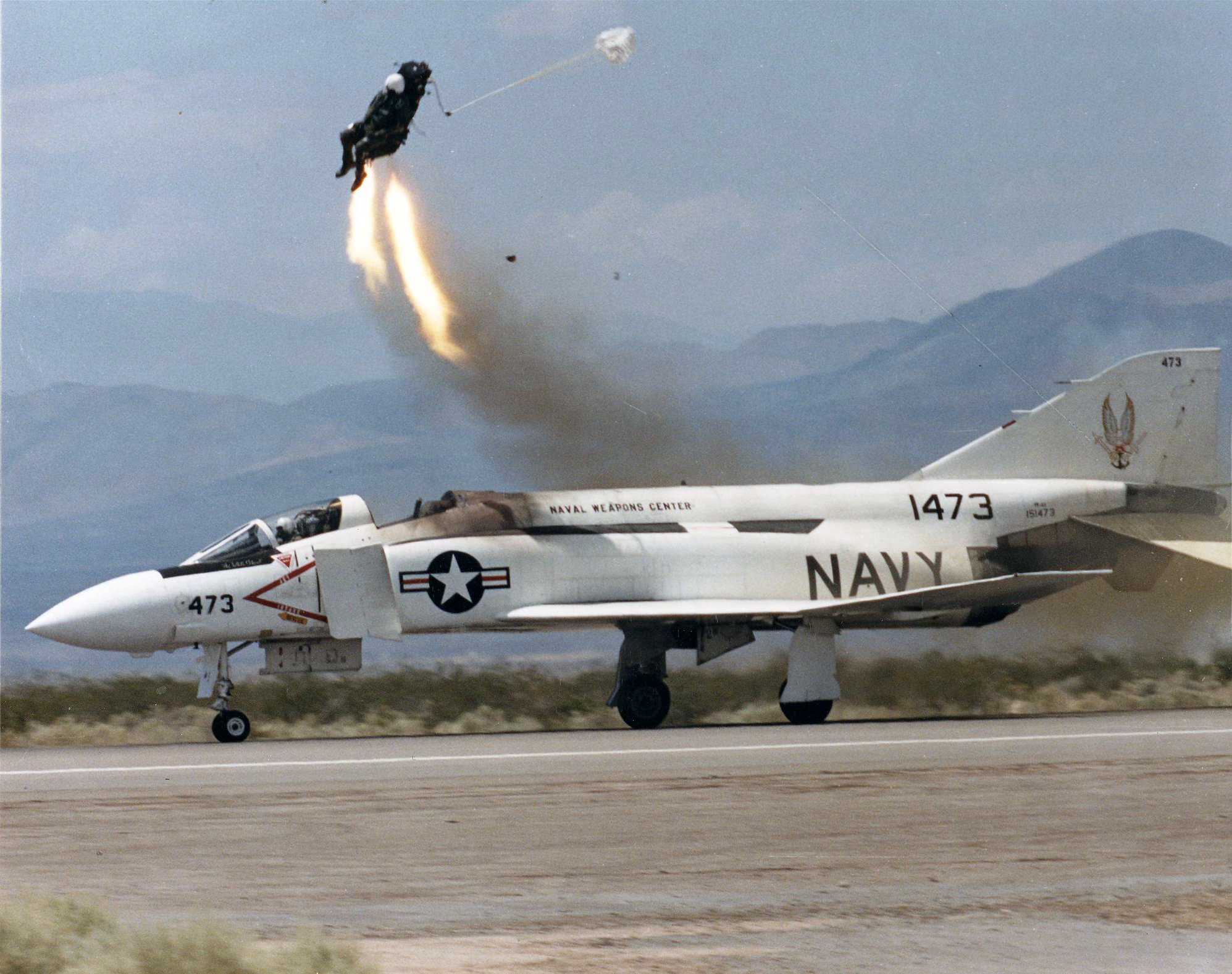
Vue d'un test du siège NACES, à partir d'un McDonnell YF-4J Phantom II à l’US Navy Naval Weapons Station de China Lake, Californie, en 1987.

## Utilisation en astronautique
Les sièges éjectables ont été utilisés aussi pour les vols habités suborbitaux et orbitaux, en cas d'accident du lanceur. Ils sont inefficaces dans l’espace. La première utilisation d’un siège éjectable remonte à la capsule spatiale russe Vostok, première capsule pouvant embarquer un humain. Un trou dans la coiffe a du être confectionné pour laisser place au siège lors de son activation. Les Américains ont ensuite à leur tour utilisé ces sièges sur les capsules Gemini. Actuellement[Quand ?], plus aucune capsule spatiale ne possède de siège éjectable : elles possèdent maintenant des tours de sauvetage, comme sur le Soyouz, ou des moteurs-fusées auxiliaires comme la Crew Dragon.